# Henrik L'Abée-Lund
Henrik L'Abée-Lund, né le 26 mars 1986 à Trondheim, est un biathlète norvégien en activité depuis 2010. Il remporte sa première victoire en Coupe du monde le 15 mars 2018 à l'arrivée du sprint d'Oslo-Holmenkollen.

## Carrière
Le biathlète fait ses débuts internationaux en 2005. Aux Championnats du monde junior 2007, il récolte deux médailles, dont le bronze au sprint et l'argent au relais.
Il est au départ de sa première course en Coupe du monde en février 2011 à Presque Isle, marquant ses premiers points directement. Il connaît son premier podium en gagnant un relais en décembre 2012 à Hochfilzen. En individuel, son premier podium date de 2013 lorsqu'il finit troisième du sprint de Sotchi.
Lors des Championnats du monde 2013 à Nové Město na Moravě, Henrik L'Abée-Lund remporte la médaille d'or lors du relais masculin. Deuxième relayeur de son équipe après Ole Einar Bjørndalen, L'Abée-Lund prend son relais en étant à la première place. Auteur d'un sans-faute, il reste à la première place au moment de transmettre son relais à Tarjei Bø,. Il monte sur son deuxième podium individuel à Antholz en 2014 sur la poursuite.
En 2016, il gagne deux médailles aux Championnats d'Europe à Tioumen, dont l'argent au sprint et le bronze au relais mixte.
Il remporte sa toute première victoire individuelle en Coupe du monde lors de la saison 2017-2018 sur le sprint à Holmenkollen, en réalisant un sans-faute au tir. Il devance respectivement Johannes Thingnes Bø et Martin Fourcade. Il double avec une victoire sur le relais.
Il prend sa retraite sportive à l'issue de la saison 2018-2019.

## Palmarès

### Championnats du monde
| Épreuve / Édition | Nove Mesto 2013 | Kontiolahti 2015 |
| Sprint            | 37e             | 35e              |
| Poursuite         | 20e             | 29e              |
| Départ en masse   | 17e             |                  |
| Individuel        | 9e              |                  |
| Relais masculin   | Or              |                  |

### Coupe du monde
- Meilleur classement général : 17e en 2018.
- 3 podiums individuels : 1 victoire et 2 troisièmes places[4].
- 12 podiums en relais : 5 victoires, 5 deuxièmes places et 2 troisièmes places.
- 1 podium en relais mixte : 1 troisième place.
- 1 podium en relais mixte simple : 1 deuxième place.

#### Détail des victoires
| Saison / Épreuve | Individuel | Sprint       | Poursuite | Mass start | Total |
| 2017-2018        |            | Holmenkollen |           |            | 1     |
| Total            | -          | 1            | -         | -          | 1     |

#### Classements en Coupe du monde
| Saison    | Classement général final | Individuel | Sprint | Poursuite | Mass start |
| 2010-2011 | 65e                      |            | 71e    | 47e       |            |
| 2011-2012 | 68e                      | nc         | 65e    | 67e       |            |
| 2012-2013 | 24e                      | 9e         | 21e    | 38e       | 25e        |
| 2013-2014 | 42e                      | 45e        | 41e    | 40e       |            |
| 2014-2015 | 49e                      | 54e        | 43e    | 65e       | 41e        |
| 2015-2016 | 60e                      | 34e        | 60e    | nc        |            |
| 2016-2017 | 41e                      | 52e        | 55e    | 31e       | 29e        |
| 2017-2018 | 17e                      | 20e        | 18e    | 13e       | 18e        |
| 2018-2019 | 19e                      | nc         | 18e    | 17e       | 18e        |

### Championnats d'Europe
- Médaille d'or du relais en 2009.
- Médaille d'argent du relais en 2012.
- Médaille d'argent du sprint en 2016.
- Médaille de bronze du relais mixte en 2016.

### Championnats du monde junior
| Épreuve / Édition                  | Individuel | Sprint | Poursuite | Relais |
| Mondiaux 2006 Presque Isle         | 6e         | 13e    | 11e       | 4e     |
| Mondiaux 2007 Martell-Val Martello | 18e        | Bronze | 6e        | Argent |

### IBU Cup
- 9 podiums individuels, dont 1 victoire.
- 1 victoire en relais mixte.